# Lacam de Peyrarines

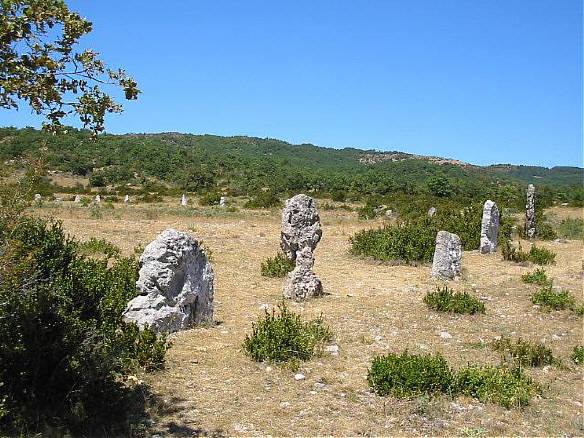
Cromlech Lacam de Peyrarines

Der Cromlech (Steinkreis) von Lacam de Peyrarines liegt neben der Straße in der Nähe von Le Vigan, auf der Causse de Blandas, einem Naturschutzgebiet im Département Gard in der Region Okzitanien in Südfrankreich. Die 46 Steine bilden einen Kreis von ca. 120 m Durchmesser, einer in Frankreich ansonsten nicht erreichten Größe. Die Anlage stammt wahrscheinlich aus der Bronzezeit.

## Beschreibung
Die unregelmäßig geformten Steine des Kreises sind zwischen 0,75 m und 1,90 m hoch und bestehen mehrheitlich aus Kalkstein. In der Mitte befindet sich ein Menhir mit einer Höhe von 2,15 m. Das Monument wurde im Jahr 1972 restauriert, dabei wurden umgefallene Steine aufgerichtet. Es ist eine von nur drei besser erhaltenen Megalithanlagen dieser Art im Gard. Die beiden anderen sind der Lacam de la Rigalderie (30 Steine) und die beiden Steinkreise von Lacam de Rogues. Der Name Lacam stammt aus der okzitanischen Sprache, bedeutet „Ruhe“, und bezeichnet eine wüste oder ein moorige Gegend.

## Menhir

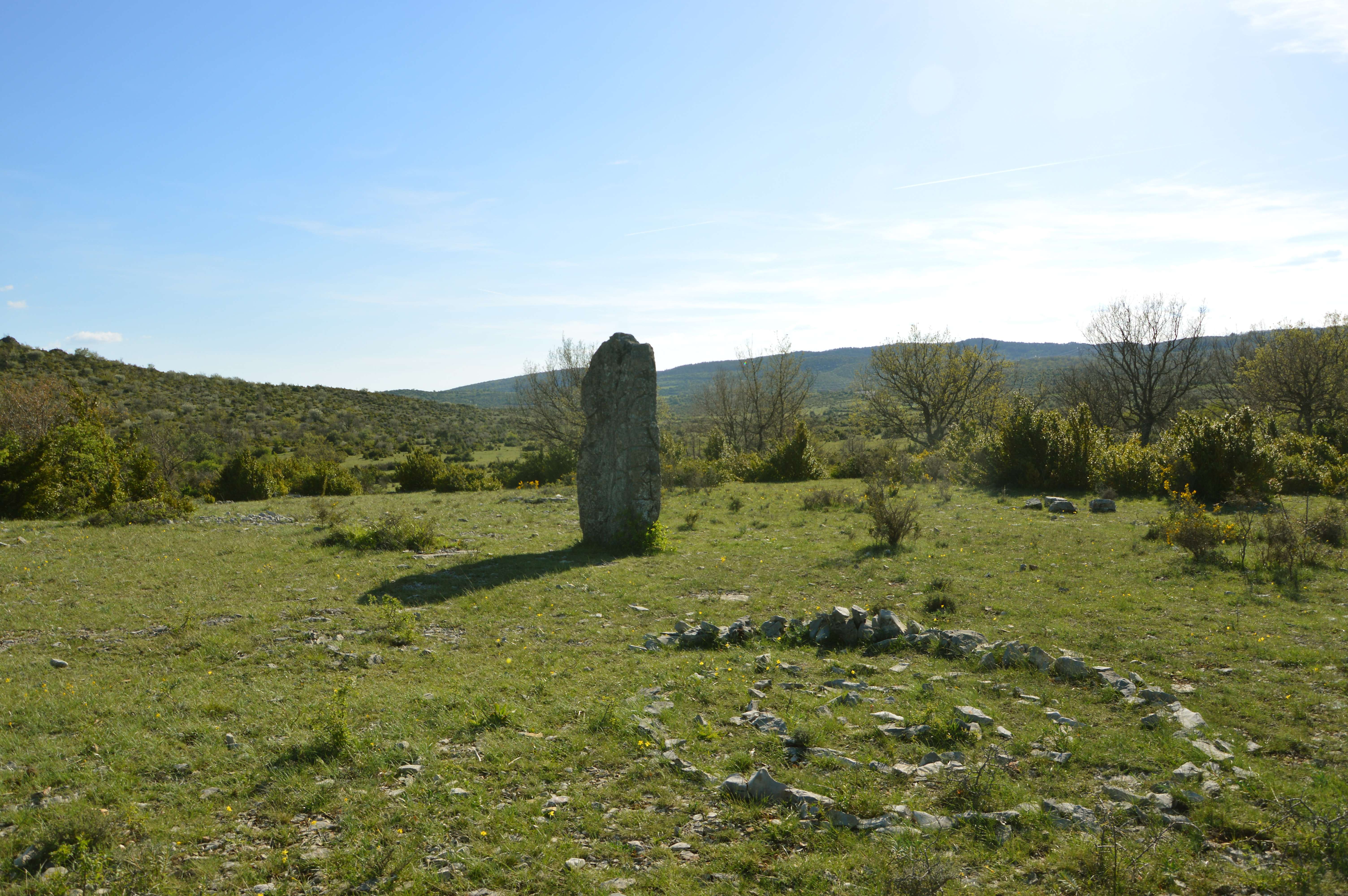
Menhir Serre de la Gleisa

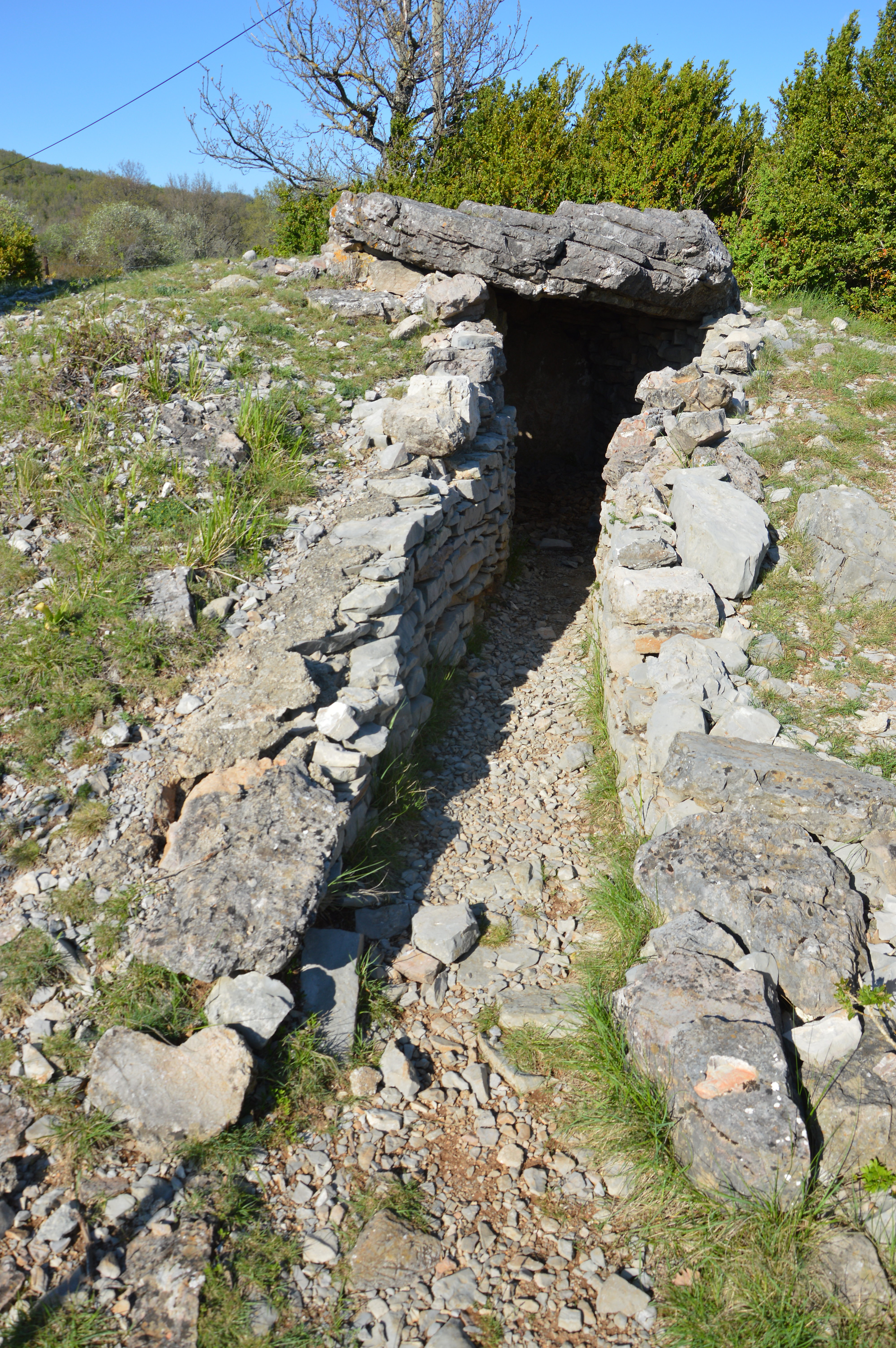
Dolmen du Planas

Der Menhir du Serre de la Gleisa steht nur wenige hundert Meter nordöstlich des Steinkreises. Von der D113 aus, kurz hinter der Abzweigung nach le Landre, ist der Menhir gut zu erkennen. Die gewaltige Steinplatte erhebt sich auf einem eingezäunten Feld und erreicht eine Höhe von über 2,5 m. In unmittelbarer Nähe befindet sich der Dolmen du Planas.

## Dolmen
Der Dolmen du Planas befindet sich in unmittelbarer Nähe zum Menhir du Serre de la Gleisa und unweit des Steinkreises Lacam de Peyrarines. Sein Bau geht wahrscheinlich auf das Spätneolithikum (3200–2800 v. Chr.) zurück. Er besteht aus einer gewaltigen Steinplatte, die von einer Konstruktion aus Trockenmauerwerk gestützt wird. Die Grundfläche des Innenraums beträgt etwa drei Quadratmeter und die Kammerhöhe erreicht ca. 1,6 m; sein leicht gekrümmter Zugang liegt in einem Tumulus. Die gefundenen Grabbeigaben (Keramik) und einige menschliche Knochen sind im Musée Cévenol in Vigan ausgestellt.